# Emilio Izaguirre
Emilio Arturo Izaguirre Girón (Tegucigalpa, 10 maggio 1986) è un ex calciatore honduregno, di ruolo difensore.

## Carriera
Ha giocato fin da giovane nel Motagua.
Dal 2007 è nel giro della nazionale honduregna, con la quale ha segnato la sua prima rete in un'amichevole contro Trinidad e Tobago il 2 giugno 2007. Con la sua nazionale ha partecipato alla Gold Cup 2007.
Fa parte della spedizione honduregna ai Mondiali sudafricani del 2010, dove gioca titolare nelle prime due partite.

## Statistiche

### Presenze e reti nei club
Statistiche aggiornate al 27 gennaio 2019.
| Stagione        | Squadra         | Campionato      | Campionato | Campionato | Coppe nazionali | Coppe nazionali | Coppe nazionali | Coppe continentali | Coppe continentali | Coppe continentali | Altre coppe | Altre coppe | Altre coppe | Totale | Totale |
| Stagione        | Squadra         | Comp            | Pres       | Reti       | Comp            | Pres            | Reti            | Comp               | Pres               | Reti               | Comp        | Pres        | Reti        | Pres   | Reti   |
| --------------- | --------------- | --------------- | ---------- | ---------- | --------------- | --------------- | --------------- | ------------------ | ------------------ | ------------------ | ----------- | ----------- | ----------- | ------ | ------ |
| 2010-2011       | Celtic          | SPL             | 33         | 1          | SC+CdL          | 5+4             | 0               | UCL+UEL            | 0                  | 0                  | -           | -           | -           | 42     | 1      |
| 2011-2012       | Celtic          | SPL             | 12         | 0          | SC+CdL          | 1+1             | 0               | UEL                | 0                  | 0                  | -           | -           | -           | 14     | 0      |
| 2012-2013       | Celtic          | SPL             | 32         | 0          | SC+CdL          | 5+2             | 0               | UCL                | 10                 | 0                  | -           | -           | -           | 49     | 0      |
| 2013-2014       | Celtic          | SP              | 34         | 0          | SC+CdL          | 2+0             | 0               | UCL                | 10                 | 0                  | -           | -           | -           | 46     | 0      |
| 2014-2015       | Celtic          | SP              | 35         | 1          | SC+CdL          | 5+4             | 0+1             | UCL+UEL            | 6+8                | 0                  | -           | -           | -           | 58     | 2      |
| 2015-2016       | Celtic          | SP              | 17         | 2          | SC+CdL          | 0+1             | 0               | UCL+UEL            | 4+3                | 0                  | -           | -           | -           | 25     | 2      |
| 2016-2017       | Celtic          | SP              | 12         | 0          | SC+CdL          | 0+2             | 0               | UCL                | 3+1                | 0                  | -           | -           | -           | 18     | 0      |
| 2017-2018       | Al-Fayha        | SPL             | 24         | 0          | KC+CPC          | 3+1             | 0               | -                  | -                  | -                  | -           | -           | -           | 28     | 0      |
| 2018-2019       | Celtic          | SP              | 14         | 0          | SC+CdL          | 1+1             | 0               | UCL+UEL            | 0+3                | 0                  | -           | -           | -           | 19     | 0      |
| Totale Celtic   | Totale Celtic   | Totale Celtic   | 189        | 4          |                 | 34              | 1               |                    | 48                 | 0                  |             | -           | -           | 271    | 5      |
| Totale carriera | Totale carriera | Totale carriera | 213        | 4          |                 | 38              | 1               |                    | 48                 | 0                  |             | -           | -           | 299    | 5      |

## Palmarès

### Club
- Campionato honduregno: 1

Motagua: Apertura 2006
- Copa Interclubes UNCAF: 1

Motagua: 2007
- Coppa di Scozia: 4

Celtic: 2010-2011, 2012-2013, 2016-2017, 2018-2019
- Campionato scozzese: 7

Celtic: 2011-2012, 2012-2013, 2013-2014, 2014-2015, 2015-2016, 2016-2017, 2018-2019
- Coppa di Lega scozzese: 3

Celtic: 2014-2015, 2016-2017, 2018-2019

### Individuale
- Giocatore dell'anno della SPFA: 1

2011
- Giocatore dell'anno della SFWA: 1

2011